# Chrysocraspeda nigribasalis
Chrysocraspeda nigribasalis är en fjärilsart som beskrevs av W. Warren 1909. Chrysocraspeda nigribasalis ingår i släktet Chrysocraspeda och familjen mätare. Inga underarter finns listade i Catalogue of Life.